# Salman Tepsurkaev
Salman Tepsurkaev (Салман Тепсуркаев), né en 2001 et mort le 15 septembre 2020 à Dzalkha, est un militant des droits de l'homme russe.

## Biographie
Salman Tepsurkaev a travaillé comme serveur dans un hôtel à Guelendjik. Il a été animateur sur la chaîne 1ADAT sur Telegram, média d'opposition à Ramzan Kadyrov, chef de la république tchétchène.
Pour cette raison, il a été enlevé le 6 septembre 2020 par des employés du Ministère de l'Intérieur de Tchétchénie. Il est torturé, violé et contraint d'enregistrer des vidéos humiliantes. Le Comité contre la torture révèle le 24 août 2022 qu'il a été exécuté le 15 septembre 2020, ses tortionnaires l'ayant ligoté et ayant placé une grenade dans sa bouche avant de la faire exploser.
Salman Tepsurkaev s'était marié au Daghestan six mois auparavant avec Jelizaweta.